# Johann Centurius Hoffmannsegg
Johann Centurius Hoffmannsegg (1766, Dresde - 1849) fue un botánico, pteridólogo, entomólogo y ornitólogo alemán.

## Vida
Estudió en Leipzig y Gotinga. Viajó por Europa adquiriendo una amplia colección de plantas y de animales. Visitó Hungría, Austria e Italia entre 1795 y 1796 y Portugal de 1797 a 1801. Envió su colecciones a Johann K.W. Illiger, entonces en Brunswick, así pudiera estudiarlas.
Hoffmannsegg trabajó en Berlín entre 1804 y 1816, y fue elegido miembro de la Academia de ciencias de la ciudad en 1815. Fue uno de los fundadores del museo zoológico de Berlín en 1809 (el actual Museo de Historia Natural de Berlín). Hoffmannsegg propuso a Illiger para el puesto de curador, y todas las colecciones de Hoffmannsegg fueron trasladadas para Berlín.

## Algunas publicaciones

### Libros
- 1843. Verzeichniss der Orchideen im Gräfl. Hoffmannseggischen Garten zu Dresden, nebst ihren Werthen, den Beschreibungen der darunter befindlichen neuen Arten, und einigen allgemeinen Bemerkungen über ihre sowohl praktische wie theoretische Behandlung, für 1843 (Directorio de las orquídeas en Gräfl. Hoffmannseggischen Jardín de Dresde, junto con sus valores, las descripciones de nuevas especies por debajo, y algunas observaciones generales sobre el tratamiento tanto de su práctica y teórica). Editor H.M. Gottschalck. 64 p.

- 1826. Verzeichniss der pflanzenkulturen in den gräfl. Hoffmannseggischen Gärten zu Dresden und Rammenau ... (Directorio de los cultivos de plantas en el Gräfl. Hoffmannseggischen jardines en Dresde y Rammenau). 2ª edición

- 1809. Flore portugaise ou description de toutes les plantes qui croissent naturellement en Portugal, avec figures coloriées, cinq planches de terminologie et une carte, 3 v., Berlín, Charles Fréderic Amelang, 1809-1820  Sitio europeana.eu

- 1808. Voyage en Portugal, fait depuis 1797 jusqu'en 1799. Vol. 1. Editor Dentu, xviii + 433 en línea

## Honores

### Epónimos
Género
- (Fabaceae) Hoffmannseggia (Cav.) Willd.[1]

Especies
- (Acanthaceae) Acanthopsis hoffmannseggiana C.B.Clarke[2]

- (Acanthaceae) Ruellia hoffmannseggii Steud.[3]

- (Apocynaceae) Odontadenia hoffmannseggiana Klotzsch ex Müll.Arg.[4]

- (Asteraceae) Acosta hoffmannseggii (Hayek) Holub[5]

- (Boraginaceae) Echium hoffmannseggii Litard.[6]

- (Cactaceae) Cereus hoffmannseggii Hort. ex C.F.Först.[7]

- (Caesalpiniaceae) Cassia hoffmannseggii Benth.[8]

- (Clusiaceae) Clusia hoffmannseggiana Schltdl.[9]

- (Dryopteridaceae) Aspidium hoffmannseggii Poir.[10]

- (Eriocaulaceae) Philodice hoffmannseggii Mart.[11]

- (Euphorbiaceae) Phyllanthus hoffmannseggii Müll.Arg.[12]

- (Geraniaceae) Pelargonium hoffmannseggii F.Dietr.[13]

- (Leguminosae) Acacia hoffmannseggii DC.[14]

- (Loranthaceae) Loranthus hoffmannseggianus Schult.f.[15]

- (Molluginaceae) Mollugo hoffmannseggiana Ser.[16]

- (Myrtaceae) Eugenia hoffmannseggii O.Berg[17]

- (Orchidaceae) Sophronitis hoffmannseggii Rchb. ex Hoffmanns.[18]

- (Piperaceae) Piper hoffmannseggianum Schult.[19]

- (Poaceae) Ichnanthus hoffmannseggii Döll[20]

- (Rubiaceae) Matthiola hoffmannseggii Kuntze[21]

- La abreviatura «Hoffmanns.» se emplea para indicar a Johann Centurius Hoffmannsegg como autoridad en la descripción y clasificación científica de los vegetales.[22]

## Abreviatura (zoología)
La abreviatura Hoffmannsegg  se emplea para indicar a Johann Centurius Hoffmannsegg como autoridad en la descripción y taxonomía en zoología.